# Riccardo Patrese
Riccardo Gabriele Patrese (Padua, Italia; 17 de abril de 1954) es un expiloto de automovilismo italiano. Es el noveno piloto de Fórmula 1 que más Grandes Premios ha disputado con 256, por detrás de Rubens Barrichello, Michael Schumacher, Jenson Button, Fernando Alonso, Kimi Räikkönen, Felipe Massa, Lewis Hamilton y Sebastian Vettel.
Venció en seis Grandes Premios (1982 Mónaco, 1983 Sudáfrica, 1990 San Marino, 1991 México y Portugal y 1992 Japón) y consiguió la pole position en ocho oportunidades. Su etapa más destacada la realizó en Williams, escudería con la cual resultó subcampeón en 1992 y tercero en 1989 y 1991.
Patrese también disputó el Campeonato Mundial de Resistencia como piloto oficial de Lancia, donde logró un total de ocho victorias y el subcampeonato en 1982.

## Carrera deportiva

### Inicios y Fórmula 1
Patrese ganó el Campeonato Europeo de Fórmula 3 y la Fórmula 3 Italiana de 1976. También ganó el Gran Premio de Macao de 1977 y 1978. El italiano debutó en la Fórmula 1 en 1977 remplazando a Renzo Zorzi en Shadow. Esa primera temporada disputó nueve carreras y obtuvo un punto.
En 1978, Patrese inició su etapa en el equipo Arrows. Ese año puntuó en cuatro carreras, destacándose un segundo puesto en Suecia, por lo cual resultó 12.º en la tabla general. Sin embargo, se vio involucrado en un accidente múltiple en el Gran Premio de Italia donde Ronnie Peterson fue herido con fracturas en sus piernas y falleció horas después debido a una embolia grasa. Pilotos como James Hunt (quien nunca perdonó a Patrese por el accidente), Niki Lauda y Mario Andretti, entre otros, señalaron a Patrese como el responsable por manejo agresivo, por lo que los organizadores de la carrera impidieron al italiano correr en el Gran Premio de los Estados Unidos. Patrese logró solamente un quinto puesto en 1979, año en que sufrió numerosos abandonos.
Consiguió un segundo lugar en Long Beach y un sexto en Brasil, lo que le bastó para terminar en la novena posición en el campeonato realizado en 1980. En 1981 logró dos podios en Brasil y San Marino, por lo que alcanzó la 11.ª posición final.
Patrese pasó al equipo Brabham para la temporada 1982, como compañero de equipo del campeón Nelson Piquet. Obtuvo su primera victoria en Mónaco y consiguió un total de tres podios, pero los numerosos abandonos del motor turboalimentado BMW motivaron al equipo a retornar a los anticuados Cosworth. El italiano resultó décimo ese año tras puntuar en una cuarta carrera. En 1983, el piloto finalizó solamente cinco de 15 carreras, puntuando en dos al vencer en Sudáfrica y llegar tercero en Alemania. De este modo, quedó noveno en la tabla general.
Para la temporada 1984, Patrese fichó por Alfa Romeo. Con un podio y tres arribos en zona de puntos, terminó 13.º en el campeonato. En 1985 llegó en solamente cuatro carreras, nunca mejor que noveno.
Brabham volvió a contratar a Patrese en 1986. Consiguió dos sextos puestos y quedó 17.º en el campeonato. En 1987 volvió a subir al podio en México y puntuó en Hungría, por lo cual quedó 13.º en el clasificador final.
En la última fecha de ese año, Williams lo utilizó para sustituir al lesionado Nigel Mansell. El equipo retuvo a Patrese como compañero de equipo de Mansell para el año 1988 en reemplazo de Piquet, quien quería ser número 1. El italiano puntuó en cinco carreras, aunque sin lograr podios, y terminó 11.º en el campeonato.
Ante la prohibición de los turbocompresores en 1989, Williams eligió a Renault como proveedor de motores. Los novedosos V10 se mostraron muy competitivos, y Patrese logró cinco podios para resultar tercero en el campeonato, detrás de Alain Prost y Ayrton Senna, pilotos de McLaren. En 1990, Patrese cortó su sequía de victorias en San Marino, pero no logró más podios. Su seguidilla de arribos en zona de puntos en la segunda mitad de año le significó finalizar séptimo en la tabla de posiciones.
En 1991, Patrese inició el año con varios abandonos. Luego se recuperó, ayudado por un chasis FW14 diseñado por Adrian Newey superior a sus rivales. Ganó en México y Portugal, sumó ocho podios y finalizó tercero en el campeonato.
El FW14B de la temporada 1992 contaba con innovaciones tecnológicas tales como caja de cambios semiautomática, suspensión activa y control de tracción, lo que combinado con una aerodinámica superior le trajo una ventaja enorme a Mansell y Patrese. El italiano ganó su sexta carrera en Japón, obtuvo seis segundos puestos y dos terceros, y obtuvo el subcampeonato frente a Michael Schumacher, Senna y Gerhard Berger.
Varios pilotos de punta buscaban ser contratados por Williams para la temporada 1993, de modo que Patrese optó por pasar a Benetton y evitar quedar sin butaca. Consiguió dos podios, puntuó en siete carreras y terminó quinto en el campeonato.
Su mala relación con su compañero de equipo Schumacher le hizo perder su puesto en Benetton, y al no conseguir un lugar en la Fórmula 1 decidió retirarse de la categoría.
El piloto regresó de su retiro para disputar las tres carreras del GP Masters en 2005 y 2006, resultando tercero en Kyalami 2005 frente a otros pilotos de la década de 1980.

### Turismos y sport prototipos
Patrese participó en el Campeonato Mundial de Resistencia en paralelo a su carrera en la Fórmula 1. En 1979 corrió cinco carreras con un Lancia Beta Montecarlo del Grupo 5 para ASA, obteniendo un segundo puesto en Pergusa y un quinto en Brands Hatch.
En 1980 pilotó el mismo automóvil pero para el equipo oficial Lancia, logrando tres victorias y cinco podios. El italiano participó en siete carreras en 1981, ganando en Watkins Glen. En 1982 obtuvo dos victorias en los 1000 km de Silverstone y los 1000 km de Nürburgring, y fue subcampeón de pilotos con un total de cinco podios al volante del Lancia LC1.
Patrese continuó como piloto de Lancia Martini en el Campeonato Mundial de Resistencia, logrando un podio en Kyalami 1983 y la victoria en Kyalami 1984. En 1985, consiguió una victoria en los 1000 km de Spa-Francorchamps y podios en Monza y Silverstone.
El italiano corrió los 500 km de Monza del Campeonato Mundial de Turismos 1987 junto a Johnny Cecotto con un BMW M3. En 1988 participó en cuatro carreras del Campeonato Italiano de Superturismos con un Alfa Romeo 75. En 1995, compitió en el Campeonato Alemán de Superturismos con un Ford Mondeo, sin lograr destacar.
Patrese disputó nuevamente las 24 Horas de Le Mans de 1997 con un Nissan R390 GT1 oficial junto a Eric van de Poele y Aguri Suzuki, debiendo abandonar.

## Resultados

### Fórmula 1
(Clave) (negrita indica pole position) (cursiva indica vuelta rápida)

| Año     | Escudería                      | 1       | 2       | 3       | 4       | 5       | 6       | 7       | 8       | 9       | 10      | 11      | 12      | 13      | 14      | 15      | 16      | 17    | Pos. | Puntos |
| ------- | ------------------------------ | ------- | ------- | ------- | ------- | ------- | ------- | ------- | ------- | ------- | ------- | ------- | ------- | ------- | ------- | ------- | ------- | ----- | ---- | ------ |
| 1977    | Shadow Racing Team             | ARG     | BRA     | RSA     | USW     | ESP     | MON 9   | BEL Ret | SWE     | FRA Ret | GBR Ret | GER 10† | AUT     | NED 13† | ITA Ret | USA     | CAN 10† | JPN 6 | 20.º | 1      |
| 1978    | Arrows Racing Team             | ARG     | BRA 10  | RSA Ret | USW 6   | MON 6   | BEL Ret | ESP Ret | SWE 2   | FRA 8   | GBR Ret | GER 9   | AUT Ret | NED Ret | ITA Ret | USA     | CAN 4   |       | 12.º | 11     |
| 1979    | Warsteiner Arrows Racing Team  | ARG DNS | BRA 9   | RSA 11  | USW Ret | ESP 10  | BEL 5   | MON Ret | FRA 14  | GBR Ret | GER Ret | AUT Ret | NED Ret | ITA 13  | CAN Ret | USA Ret |         |       | 20.º | 2      |
| 1980    | Warsteiner Arrows Racing Team  | ARG Ret | BRA 6   | RSA Ret | USW 2   | BEL Ret | MON 8   | FRA 9   | GBR 9   | GER 9   | AUT 14  | NED Ret | ITA Ret | CAN Ret | USA Ret |         |         |       | 9.º  | 7      |
| 1981    | Warsteiner Arrows Racing Team  | USW Ret | BRA 3   | ARG 7   | SMR 2   | BEL Ret | MON Ret | ESP Ret | FRA 14  | GBR 10† | GER Ret | AUT Ret | NED Ret | ITA Ret | CAN Ret | LVG 11  |         |       | 11.º | 10     |
| 1982    | Parmalat Racing Team           | RSA Ret | BRA Ret | USW 3   | SMR     | BEL Ret | MON 1   | USE Ret | CAN 2   | NED 15  | GBR Ret | FRA Ret | GER Ret | AUT Ret | SUI 5   | ITA Ret | LVG Ret |       | 10.º | 21     |
| 1983    | Fila Sport                     | BRA Ret | USW 10† | FRA Ret | SMR Ret | MON Ret | BEL Ret | USE Ret | CAN Ret | GBR Ret | GER 3   | AUT Ret | NED 9   | ITA Ret | EUR 7   | RSA 1   |         |       | 9.º  | 13     |
| 1984    | Benetton Team Alfa Romeo       | BRA Ret | RSA 4   | BEL Ret | SMR Ret | FRA Ret | MON Ret | CAN Ret | USE Ret | USA Ret | GBR 12  | GER Ret | AUT 10† | NED Ret | ITA 3   | EUR 6   | POR 8   |       | 13.º | 8      |
| 1985    | Benetton Team Alfa Romeo       | BRA Ret | POR Ret | SMR Ret | MON Ret | CAN 10  | USE Ret | FRA 11  | GBR 9   | GER Ret | AUT Ret | NED Ret | ITA Ret | BEL Ret | EUR 9   | RSA Ret | AUS Ret |       | 25.º | 0      |
| 1986    | Motor Racing Developments Ltd. | BRA Ret | ESP Ret | SMR 6†  | MON Ret | BEL 8   | CAN Ret | USE 6   | FRA 7   | GBR Ret | GER Ret | HUN Ret | AUT Ret | ITA Ret | POR Ret | MEX 13† | AUS Ret |       | 17.º | 2      |
| 1987    | Motor Racing Developments Ltd. | BRA Ret | SMR 9   | BEL Ret | MON Ret | USE 9   | FRA Ret | GBR Ret | GER Ret | HUN 5   | AUT Ret | ITA Ret | POR Ret | ESP 13  | MEX 3   | JPN 11  |         |       | 13.º | 6      |
| 1987    | Canon Williams Team            |         |         |         |         |         |         |         |         |         |         |         |         |         |         |         | AUS 9†  |       | 13.º | 6      |
| 1988    | Canon Williams Team            | BRA Ret | SMR 13  | MON 6   | MEX Ret | CAN Ret | USE     | FRA Ret | GBR 8   | GER Ret | HUN 6   | BEL Ret | ITA 7   | POR Ret | ESP 5   | JPN 6   | AUS 4   |       | 11.º | 8      |
| 1989    | Canon Williams Team            | BRA 15  | SMR Ret | MON 15  | MEX 2   | USA 2   | CAN 2   | FRA 3   | GBR Ret | GER 4   | HUN Ret | BEL Ret | ITA 4   | POR Ret | ESP 5   | JPN 2   | AUS 3   |       | 3.º  | 40     |
| 1990    | Canon Williams Renault         | USA 9   | BRA 13† | SMR 1   | MON Ret | CAN Ret | MEX 9   | FRA 6   | GBR Ret | GER 5   | HUN 4   | BEL Ret | ITA 5   | POR 7   | ESP 5   | JPN 4   | AUS 6   |       | 7.º  | 23     |
| 1991    | Canon Williams Team            | USA Ret | BRA 2   | SMR Ret | MON Ret | CAN 3   | MEX 1   | FRA 5   | GBR Ret | GER 2   | HUN 3   | BEL 5   | ITA Ret | POR 1   | ESP 3   | JPN 3   | AUS 5~  |       | 3.º  | 53     |
| 1992    | Canon Williams Team            | RSA 2   | MEX 2   | BRA 2   | ESP Ret | SMR 2   | MON 3   | CAN Ret | FRA 2   | GBR 2   | GER 8†  | HUN Ret | BEL 3   | ITA 5   | POR Ret | JPN 1   | AUS Ret |       | 2.º  | 56     |
| 1993    | Camel Benetton Ford            | RSA Ret | BRA Ret | EUR 5   | SMR Ret | ESP 4   | MON Ret | CAN Ret | FRA 10  | GBR 3   | GER 5   | HUN 2   | BEL 6   | ITA 5   | POR 16† | JPN Ret | AUS 8†  |       | 5.º  | 20     |
| Fuente: |                                |         |         |         |         |         |         |         |         |         |         |         |         |         |         |         |         |       |      |        |